# Blåpannad visseltrast
Blåpannad visseltrast (Cinclidium frontale) är en asiatisk fågelart i familjen flugsnappare inom ordningen tättingar. 

## Utseende och läte
Blåpannad visseltrast är en 19 cm lång fågel med en lång, avsmalnad stjärt utan inslag av vitt eller rostrött som andra liknande arter i området. Hanen är djupblå med gnistrande blått på pannan. Honan är brunfärgad och skiljer sig från vitbukig näktergal på mörkbrun stjärt och mer enhetligt brun ovansida. Sången består av en kort men behaglig ramsa bestående av tre till fyra visslade fraser, likt en avkortad trastsång.

## Utbredning och systematik
Blåpannad visseltrast är den enda arten i släktet Cinclidium. Den förekommer i delar av södra och sydöstra Asien och delas in i två underarter med följande utbredning:
- Cinclidium frontale frontale – förekommer vid foten av Himalaya i östra Nepal, Sikkim och sydvästra Kina
- Cinclidium frontale orientale – förekommer i bergen i nordvästra Thailand, norra Vietnam (Tonkin) och Laos

### Släktskap
Tidigare har arterna i släktet Myiomela inkluderats i släktet Cinclidium. DNA-studier visar dock att dessa inte är varandras närmaste släktingar. Istället är blåpannad visseltrast, som namnet avslöjar, systerart till visseltrastarna i Myophonus.

### Familjetillhörighet
Arten ansågs fram tills nyligen liksom bland andra stenskvättor, stentrastar, rödstjärtar vara små trastar. DNA-studier visar dock att de är marklevande flugsnappare (Muscicapidae) och förs därför numera till den familjen.

## Levnadssätt
Blåpannad visseltrast hittas i täta bergsskogar på medelhög till hög höjd. Där födosöker den tystlåtet på marken i tät undervegetation.

## Status
Arten har ett stort utbredningsområde och beståndet anses vara stabilt. Internationella naturvårdsunionen IUCN listar den därför som livskraftig (LC). Världspopulationen har inte uppskattats men den beskrivs som relativt ovanlig.